# Michiel van Dam
Michiel van Dam (3 juli 1988) is een Nederlandse voetballer. Doorgaans spelend als middenvelder staat hij sinds het seizoen 2009/10 onder contract bij Vv Katwijk. Vanaf juli 2005 tot juni 2009 kwam Van Dam uit voor Telstar.

## Resultaten
Dit overzicht is mogelijk incompleet; u kunt helpen door het uit te breiden.
| Seizoen | Club       | Land      | Competitie     | Wed. | Doelp. |
| ------- | ---------- | --------- | -------------- | ---- | ------ |
| 2007/08 | SC Telstar | Nederland | Eerste Divisie | 15   | 1      |
| 2008/09 | SC Telstar | Nederland | Eerste Divisie | 12   | 0      |
| 2009/10 | Vv Katwijk | Nederland | Hoofdklasse A  | ?    | ?      |
| 2010/11 | Vv Katwijk | Nederland | Topklasse      | ?    | ?      |
| 2011/12 | Vv Katwijk | Nederland | Topklasse      | ?    | ?      |
| 2012/13 | Vv Katwijk | Nederland | Topklasse      | ?    | ?      |
| 2013/14 | Vv Katwijk | Nederland | Topklasse      | 22   | 1      |
| 2014/15 | Vv Katwijk | Nederland | Hoofdklasse B  | ?    | ?      |
| 2015/16 | Vv Katwijk | Nederland | Topklasse      | 27   | 3      |
| 2016/17 | Vv Katwijk | Nederland | Tweede Divisie | 16   | 1      |
| 2017/18 | Vv Katwijk | Nederland | Tweede Divisie | 23   | 0      |
| 2018/19 | Vv Katwijk | Nederland | Tweede Divisie | 21   | 3      |
| Totaal  | Totaal     | Totaal    | Totaal         | 136  | 9      |